# Кофе
Ко́фе (от араб. قهوة‎ [qahwa/gahfa], через нидерл. koffie, англ. coffee и устар. ко́фий, ко́фей) — напиток из жареных и перемолотых зёрен кофейного дерева или кофейного куста.

## История

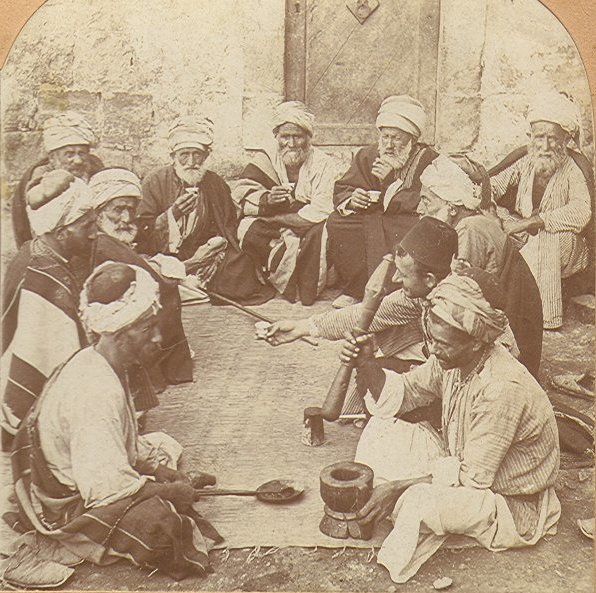
Кофейня в Палестине, 1900 г.

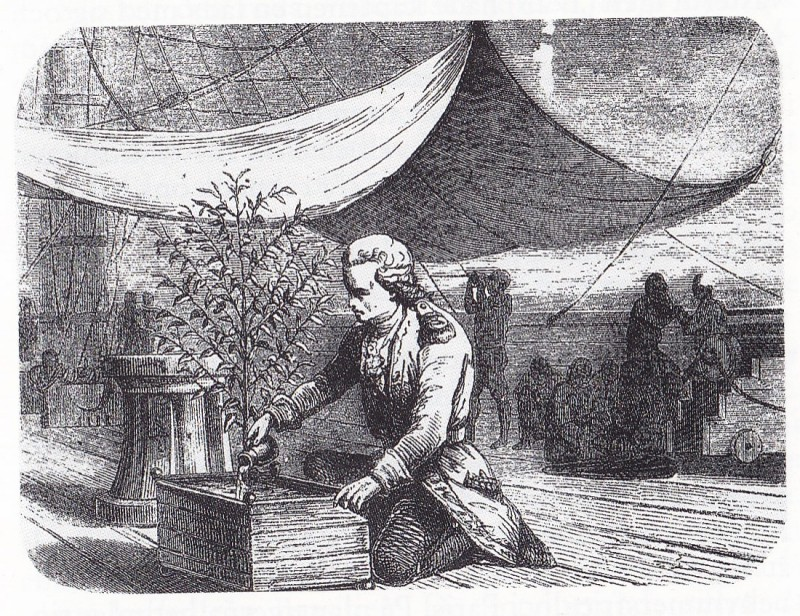
Габриэль де Кльё поливает саженец кофейного дерева

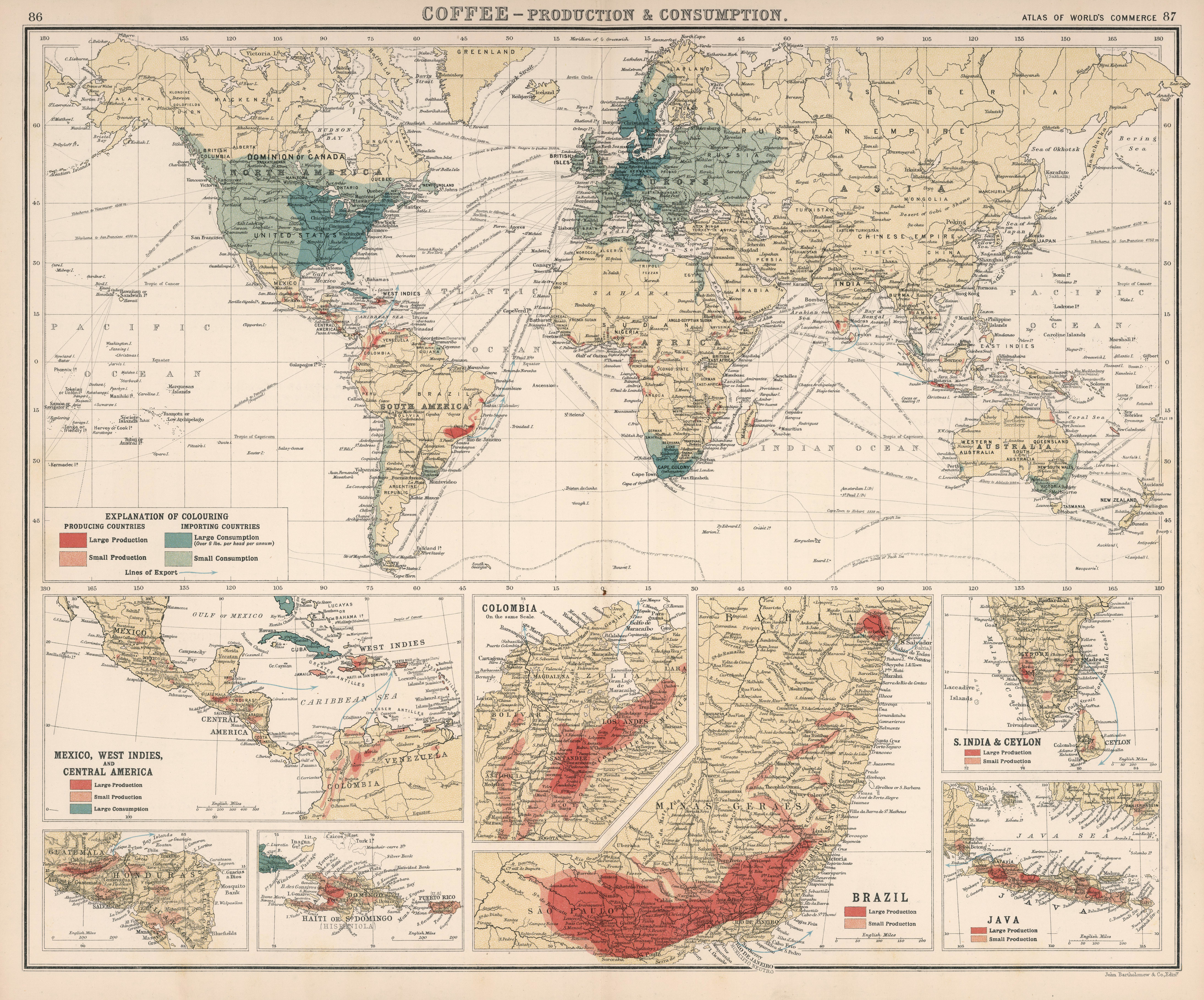
Мировая карта выращивания и потребления кофе, 1907 г.

Открытие кофе относится приблизительно к 850 году н. э., но полное признание его пришло много веков спустя. Первоначально в качестве тонизирующего средства употреблялся не отвар обжаренных зёрен, а непосредственно сырые кофейные ягоды. Чуть позже в Йемене начали готовить напиток из зрелой высушенной мякоти кофейного плода, получая напиток — «гешир» (он же кишр) — так называемый «белый йеменский кофе».
До XIV века кофе произрастал в Эфиопии в диком виде. После кофейное дерево было привезено на Аравийский полуостров. В XVI веке стал широко распространяться в Османской империи. В конце XVI века европейские торговцы начали закупать кофе в арабских портах и привозить в Европу. Согласно легенде, в середине XVII века мусульманский пилигрим тайно вывез кофейные зёрна в Южную Индию. Оттуда в конце XVII века голландские торговцы тайно вывезли кофейное дерево на Яву и Суматру. Это послужило концом арабской монополии на выращивание кофе.
Около 1555 года в Константинополе была открыта первая публичная кофейня. Историки утверждают, что визирь Мехмед Кёпрюлю однажды переоделся простолюдином и отправился по кофейням, чтобы послушать, что говорят о власти, и, как оказалось, не услышал ни одного доброго слова, после чего царедворец велел закрыть все кофейни, а кофе — запретить.
В Англии кофейни долгое время считались мужскими клубами, и в 1674 году женщины, недовольные тем, что мужей не вытащить из кофеен, написали «Женскую петицию против кофе».
Согласно легенде, широкое распространение кофе в Европе связано с именем купца Юрия-Франца Кульчицкого, который в 1686 году после победы Австрии в Венской битве якобы открыл в собственном доме первую кофейню в Вене. По другим сведениям, первую кофейню в Вене и в целом в Европе открыл в 1685 году армянин Ованес Аствацатур (известный в Европе как Йоханес Диодато).
В 1706 году голландские колонисты прислали саженец кофейного дерева в ботанический сад Амстердама. Через несколько лет саженец дерева был подарен королю Франции. Французский моряк Габриэль-Матьё де Кльё похитил черенки и семена кофейного дерева из королевской оранжереи и привез их на о. Мартиника, где основал первую кофейную плантацию. Растения кофе хорошо прижились в тёплом климате и плантации быстро распространились по всей Южной Америке: в 1727 году закладываются плантации в Бразилии, в 1730 году — на Ямайке (начало знаменитого сорта Blue Mountain), в 1748 году — на Кубе, в 1760 — в Гватемале, в 1779 — в Коста-Рике. Так, кофе с острова Гаити превысил половину всех поставок в Европу.
В России кофе появился при царе Алексее Михайловиче и считался средством от многих болезней, в том числе от мигрени. Тем не менее именно обычай пить кофе связывают с именем Петра I. Он, по утверждениям историков, насильно поил «горьким пойлом» приближённых. В 1703 году был открыт первый кофейный дом.
В XVIII веке европейцы завезли саженцы кофейного дерева во многие тропические страны по всему миру. Кофе выращивается в 65 странах. Больше всего кофе производится в Бразилии (на её долю приходится около 40 % мирового производства кофе), Колумбии, Вьетнаме, Индонезии, Мексике, Индии и Эфиопии.
Растворимый кофе был изобретён и запатентован (патент № 3518) Дэвидом Стренгом из Новой Зеландии.

## Виды кофейных деревьев
Насчитывается более 90 видов растений, относящихся к роду кофе (Coffea), но в промышленных масштабах используются только два из них:
- Coffea arabica L. — кофе аравийский (вид зерна — «арабика»);
- Coffea canephora Pierre ex A. Froehner — кофе конголезский (вид зерна — «робуста»).

На эти два вида приходится, по разным оценкам, до 98 % производимого кофе. Этот объём делится в соотношении 69 % — арабика, 29 % — робуста. На остальные виды кофе приходится 2 % мирового производства.
С кофейного дерева собирают до 3,6 кг, максимум — до 5,5 кг.

### Арабика
Арабика — наиболее распространённый вид кофе. Вид кофейного дерева кофе аравийский, из которого получают зёрна этого сорта, произрастает на высоте от 700 до 2000 метров над уровнем моря. Зёрна, как правило, имеют продолговатую форму, гладкую поверхность, слегка изогнутую в форме буквы S линию, в которой обычно после лёгкой обжарки остаются невыгоревшие частицы кофейной ягоды (при мытой обработке).

### Робуста
Робуста обычно считается менее изысканным сортом кофейного зерна. В то же время она содержит больше кофеина, а также часто используется в эспрессо-смесях, что удешевляет смесь. Вид кофейного дерева кофе конголезский, из которого получают эти зёрна, является быстрорастущим и более устойчивым к вредителям, чем кофе аравийский, и произрастает примерно от 0 до 600 м над уровнем моря, прежде всего — в тропических районах Африки, Индии, Шри-Ланки и Индонезии. Зёрна имеют округлую форму, цвет — от светло-коричневого до серовато-зелёного.

### Другие виды
Другие виды, например, либерика, арабуста и эксцельса, пока не имеют большого промышленного значения. Некоторые эксперты считают либерику перспективной для кофейного рынка.

## Производство и потребление

Основные регионы выращивания кофе.
r: робуста
m: робуста и арабика
a: арабика

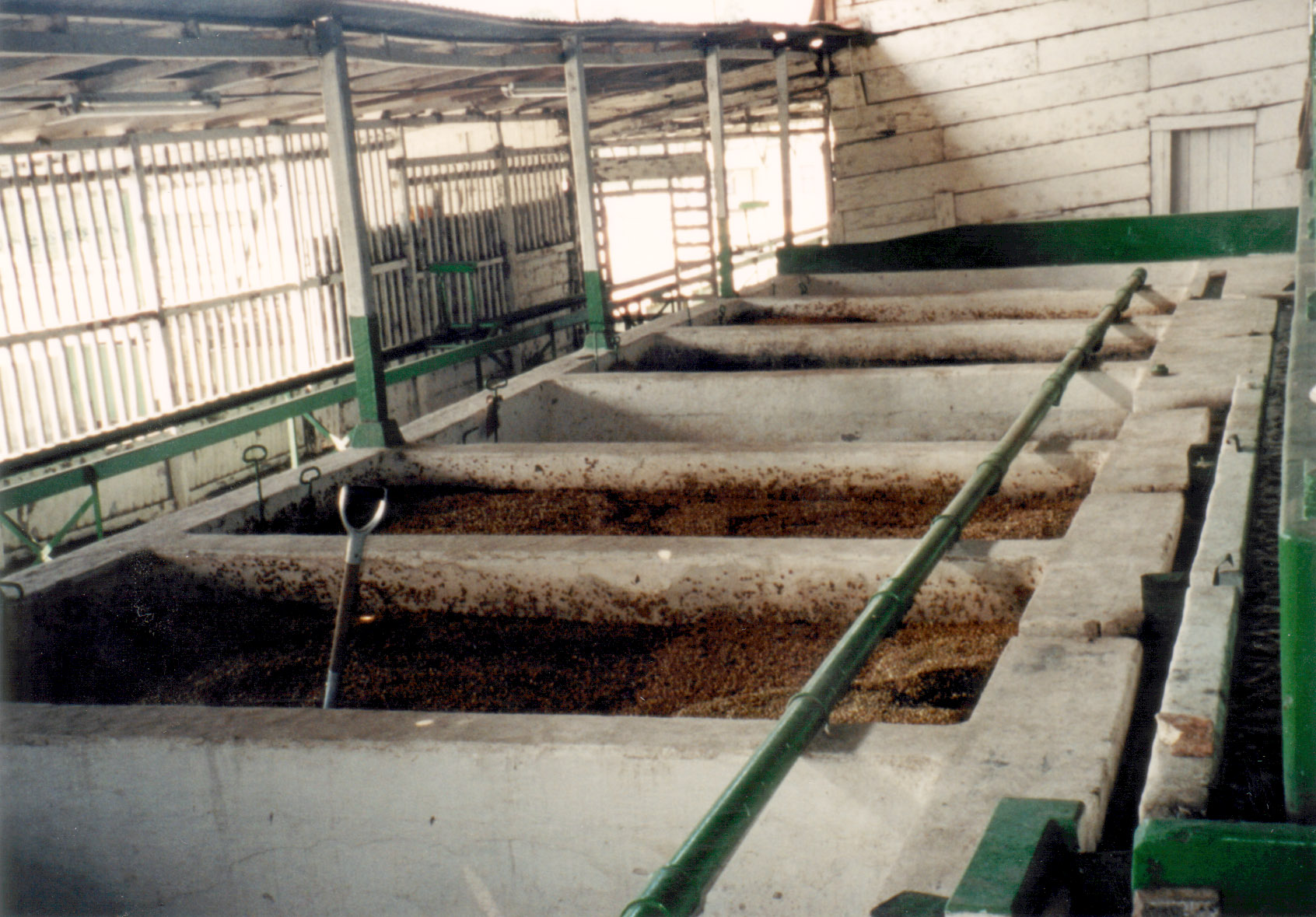
Ферментация

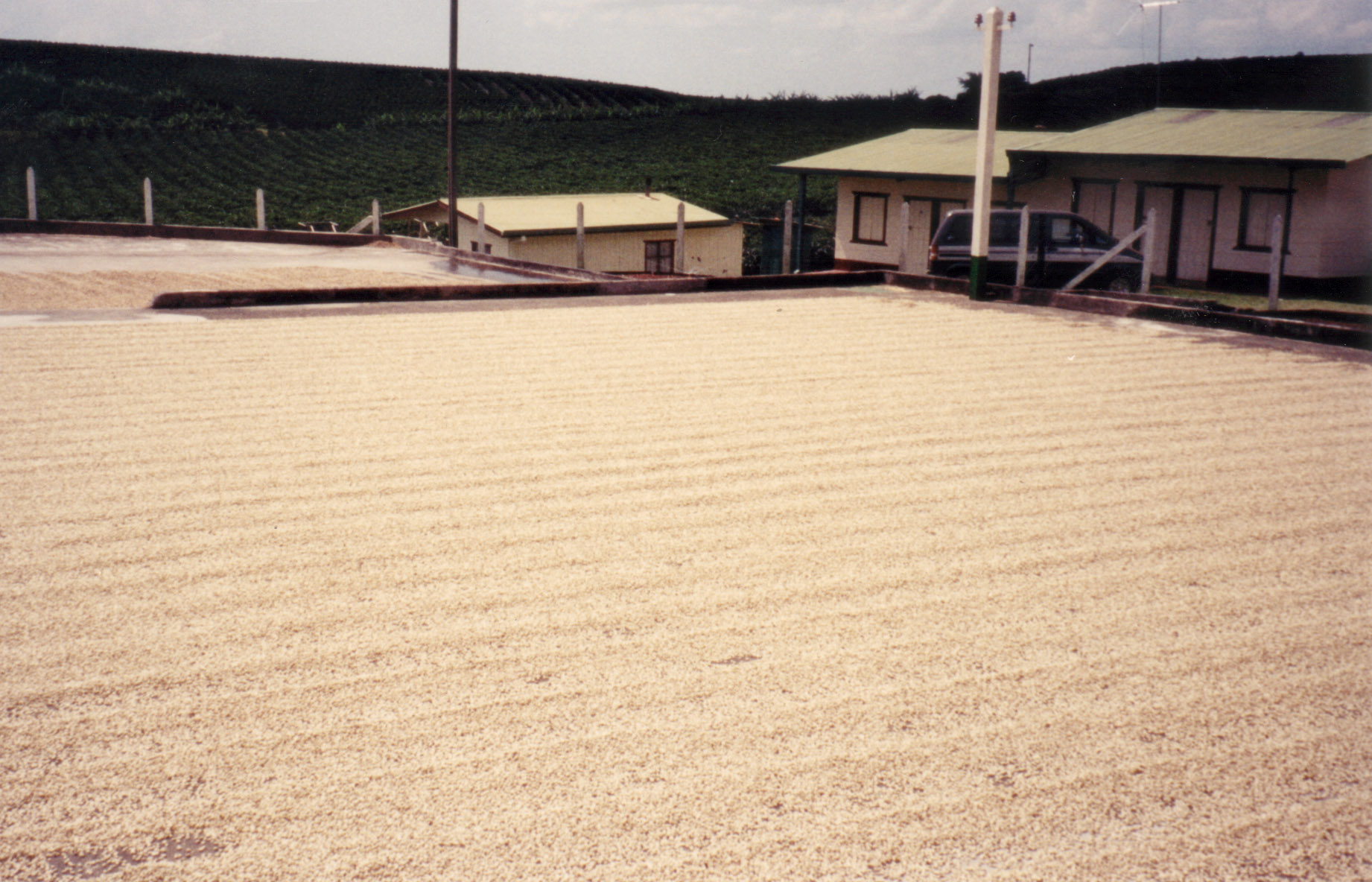
Просушка

### Производство
Производство кофе в 2017 году составило 9,56 млн тонн, из них 3,16 млн тонн пришлось на Бразилию, 1,77 млн тонн — на Вьетнам, 840 тысяч тонн — на Колумбию, 654 тысячи тонн — на Индонезию, 459 тысяч тонн — на Эфиопию, 462 тысячи тонн — на Гондурас, 350 тысяч тонн — на Индию.

### Реэкспорт продуктов переработки
Большое значение на рынке кофе играют реэкспортёры, страны, закупающие сырьё у стран-производителей и перерабатывающие его (обжарка, перемалывание, переработка в растворимый кофе, расфасовка для розничной торговли) для последующего экспорта. Более двух третей реэкспорта приходится на Евросоюз, в первую очередь Германия (720 тысяч тонн), Бельгия (255 тысяч тонн), Италия (190 тысяч тонн), Нидерланды (107 тысяч тонн), Испания (98 тысяч тонн), Польша (97 тысяч тонн). Другие крупные реэкспортёры: США (176 тысяч тонн), Швейцария (112 тысяч тонн), Малайзия (94 тысячи тонн), КНР (85 тысяч тонн), Канада (75 тысяч тонн), Россия (57 тысяч тонн).

### Мировой рынок кофе
Международный рынок кофе в 2017 году оценивался в 30,4 млрд долларов США. Крупнейшими экспортёрами кофе, в суммовом выражении, являются Бразилия (4,86 млрд долл.), Вьетнам (3,08 млрд долл.), Колумбия (2,7 млрд долл.), Германия (2,25 млрд долл.) и Швейцария (1,74 млрд долл.), а импортёрами — США (6,03 млрд долл.), Германия (3,5 млрд долл.), Франция (1,94 млрд долл.) и Италия (1,78 млрд долл.).

### Потребление
Около трети кофе потребляется в странах-производителях, в частности в Бразилии (1,32 млн тонн), Индонезии (282 тысячи тонн). Крупнейшими потребителями-импортёрами кофе является Евросоюз (2,5 млн тонн, в первую очередь — Германия, Италия, Франция), США (1,57 млн тонн), Япония (465 тысяч тонн), Россия (271 тысяча тонн), Канада (227 тысяч тонн), Республика Корея (140 тысяч тонн), Алжир (133 тысячи тонн), Австралия (110 тысяч тонн), Саудовская Аравия (86 тысяч тонн), Турция (83 тысячи тонн), Украина (67 тысяч тонн).

## Выращивание и сбор урожая

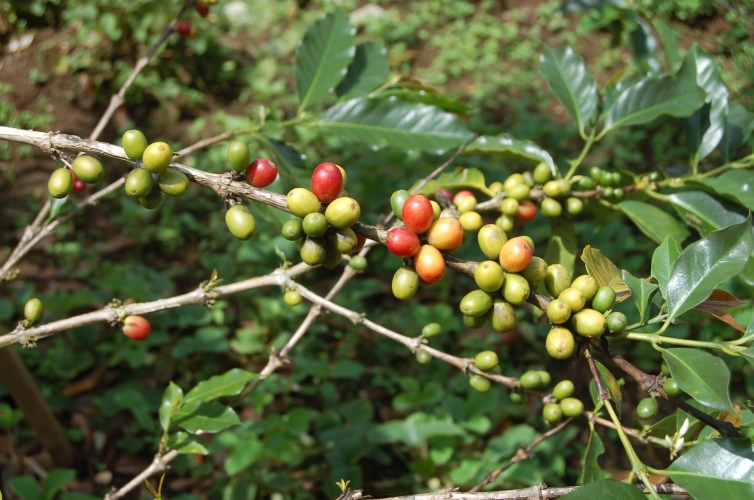
Ветка кофейного дерева

Сначала в рассаднике, где обеспечивается нужное количество солнечного света и тени, сажают специально выведенные семена. Примерно через полгода саженцы пересаживают на поле, почва которого подготовлена для них с помощью удобрений. Кофейные сеянцы сажаются рядами, расстояние между которыми делается с расчётом ухода за саженцами и землёй, а также для уборки урожая.
Плодоносят растения только при круглогодичном уходе, в который входят прополка сорняков и регулярная обработка деревьев фунгицидами, инсектицидами, нематоцидами с целью защитить их от вредителей и болезней, таких, как бобовый сверлильщик, кофейная ржавчина («ройя», вызываемая грибком Hemileia vastatrix Berk. et Br.), Охо-де-гайо («глаз петуха», вызываемая грибком Mycena citricolor), нематода и т. д.
Срок жизни кофейного дерева составляет 60—70 лет. Плодоносить молодое растение начинает не раньше чем через два года; в год с одного кофейного дерева можно получить примерно 1-1,5 тысячи ягод. Кофе лучше собирать вручную, снимая только спелые ягоды одну за другой; именно так и делается в Колумбии, Коста-Рике и других странах, когда компании специально нанимают сезонных рабочих.
Собранные вручную ягоды обычно подвергаются обработке влажным способом. Они помещаются в протирочную машину, которая снимает с семян большую часть мякоти. Затем семена на один-три дня кладутся в баки, где под действием энзимов, возникающих естественным путём, оставшаяся мякоть разлагается в процессе ферментации. После этого семена промывают, удаляя последние остатки мякоти. Часть из них сушат под солнцем на бетонных террасах или сушильных столах, а часть — пропуская через сушилки с горячим воздухом. Вслед за этим механически удаляются покрывающие семена слои сухой кожицы, которая состоит из пергаментной и серебристой оболочек. Ферментация, которая осуществляется при обработке влажным способом, наряду с использованием только полностью созревших ягод позволяет получать мягкий кофе отличного качества.
В Бразилии, главной стране по производству кофе, на плантациях чаще всего применяется уборочный метод, известный как derriça. Кофе собирают вручную, снимая с ветвей все до единой ягоды, независимо от степени их спелости. Недавно на некоторых плантациях для улучшения качества продукции и повышения производительности труда стали переходить на механизированные и полумеханизированные методы уборки. При одном из них используется ручной пневматический инструмент, трясущий ветви, в результате чего ягоды падают на землю.
Упавшие плоды собирают граблями и, чтобы удалить листья, грязь и палочки, их просеивают. Затем кофейные ягоды складываются в большие 60-литровые корзины. Просеянные ягоды моют в бетонном корыте или в специально предназначенной для этого машине. Во время мойки спелые плоды отделяются от старых сухих, которые начали гнить.
Вымытый кофе раскладывают на большой бетонной террасе для просушивания на солнце в течение 15—20 дней. В это время, чтобы зёрна просохли как следует, их переворачивают примерно каждые 20 минут. Иногда, чтобы они высохли скорее, используются механические сушилки. Необходимо следить за содержанием в зёрнах влаги, иначе они могут пересохнуть, отчего станут хрупкими и начнут ломаться — а из-за этого снизится их ценность. Когда достигнута идеальная влажность — между 11 и 12 процентами, — зёрна механически очищаются от шелухи. Затем их раскладывают в мешки и отправляют на предприятия, где их классифицируют и подвергают дальнейшей обработке.

## Классификация зелёных зёрен (сырья)
В международной торговле используются, в основном, зелёные кофейные зёрна. Это связано с тем, что зелёное кофейное зерно может храниться дольше обжаренного и тем более молотого кофе.
В отсутствие универсальной системы градации кофейных зёрен каждая страна-производитель пользуется своей системой определения сортности кофейного зерна, куда обычно входят требования по:
- виду кофейных зёрен (арабика, робуста),
- региону произрастания,
- способу обработки,
- размеру,
- количеству дефектных зёрен,
- количеству посторонних примесей,
- влажности.

## Обработка

### Обжарка

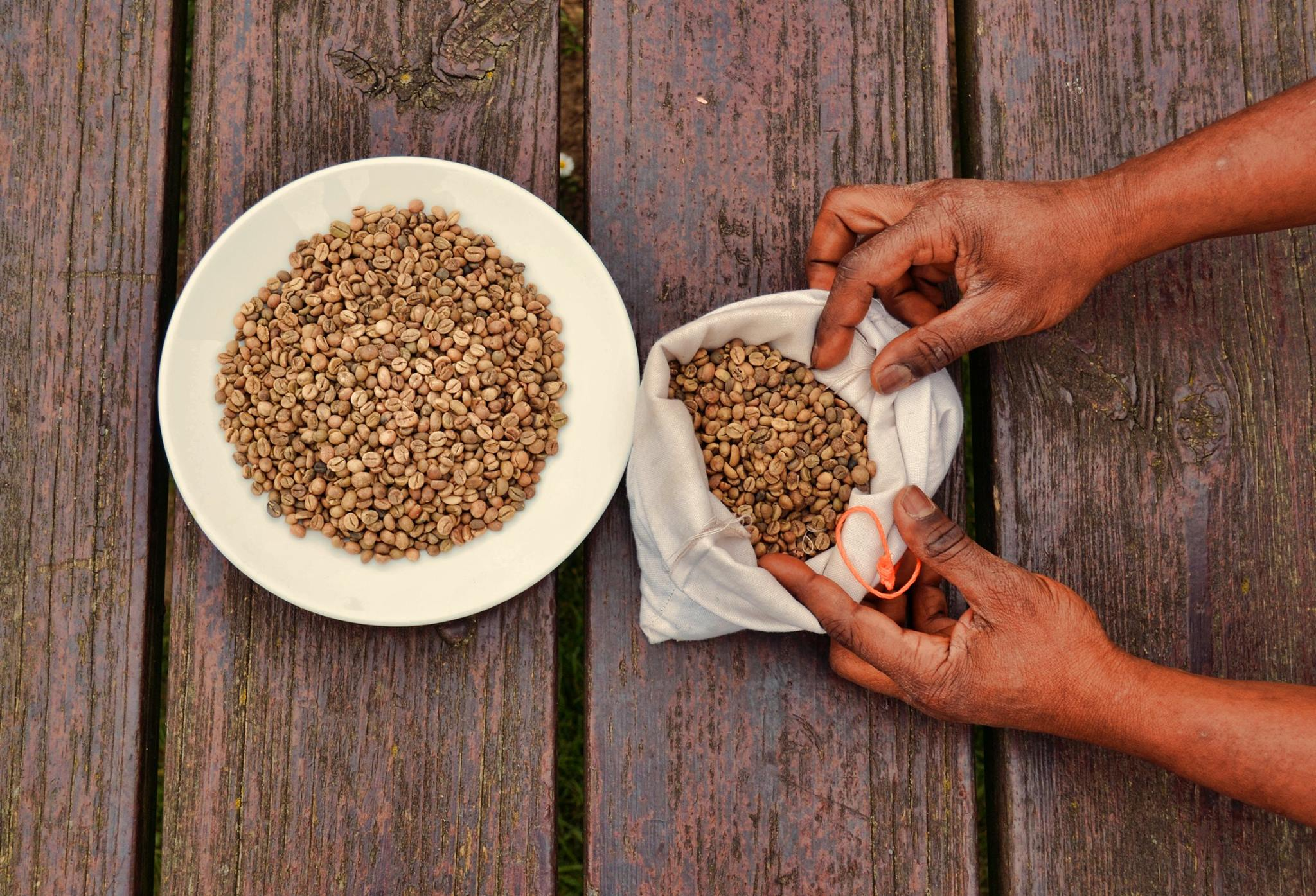
Кофейные зёрна до обжарки

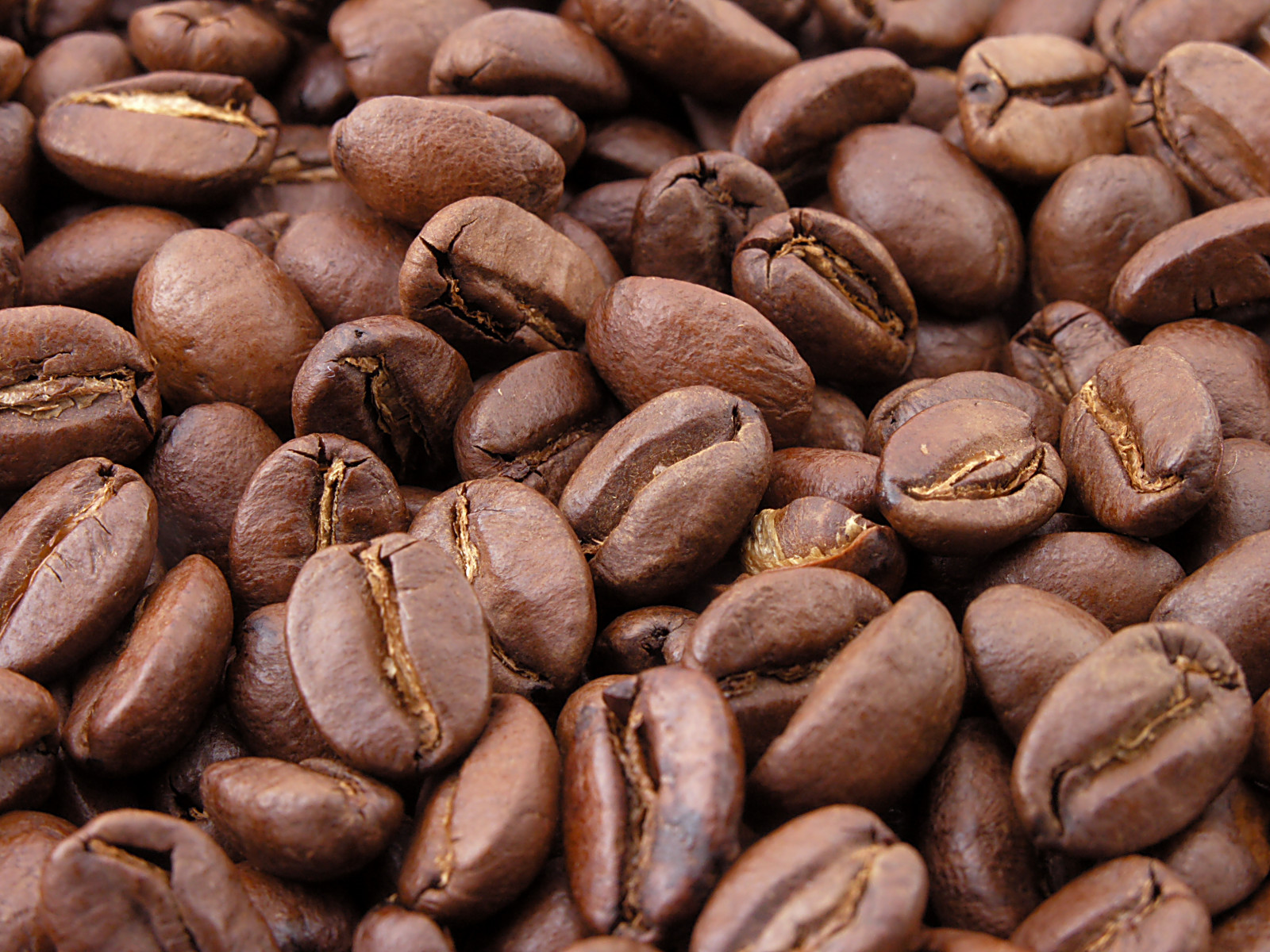
Обжаренные кофейные зёрна

Обжарка — один из главных этапов в получении хорошего кофе. При обжарке зелёные кофейные зёрна увеличиваются в объёме и меняют цвет с зелёного на коричневый.
В одном килограмме жареного кофе содержится примерно 4—5 тысяч зёрен, в зависимости от степени обжаривания кофе. Чем светлее зерно обжарено, тем оно тяжелее. Соответственно просматривается прямая зависимость количества зерен на килограмм от степени обжаривания кофе.
Вкус кофе формируется благодаря многим сложным ароматическим химическим соединениям. В зависимости от того, проявления каких соединений хочет добиться обжарщик, подбирается оптимальный режим обжарки.
Как правило, выделяют 4 степени обжарки. Самая лёгкая степень обжарки обычно называется скандинавской, более тёмная — венской, ещё темнее французская обжарка. Самая тёмная степень обжарки называется итальянской.
В европейской кофейной традиции, как правило, кофе тёмной обжарки используется для приготовления эспрессо, лёгкая степень обжарки используется чаще для заваривания кофе во френч-прессе.
Во время обжарки кофе образуются акриламид, фуран и производные фурфурола, которые, как считается, оказывают негативное влияние на здоровье.

### Измельчение
Обжаренные зёрна измельчают в кофемолке, ступке или мельнице. В зависимости от того, каким способом будут готовить кофе, зёрна измельчают до определённого размера частичек. Грубый помол используют для приготовления кофе во френч-прессе, средний — для фильтр-кофе, мелкий и самый мелкий — для кофе эспрессо и «по-восточному» в турке (джезве).
Молотый кофе довольно быстро теряет часть вкуса и аромата, поэтому рекомендуется молоть зёрна непосредственно перед употреблением.

### Переработка в растворимый кофе
Часть кофейного урожая идёт на производство растворимого кофе.

### Специфическая обработка животными
Производящийся в Индонезии, на Филиппинах, во Вьетнаме, в южной Индии сорт Копи Лювак, или Капе Аламид, является самым дорогим кофе, поскольку для его приготовления плоды кофе (ягоды с зёрнами внутри) должны пройти через желудочно-кишечный тракт мусанга, или азиатской пальмовой циветты — небольшого зверька семейства виверровых. Вид кофе, прошедший через желудочно-кишечный тракт слонов, называется Black ivory.

## Способы приготовления напитка

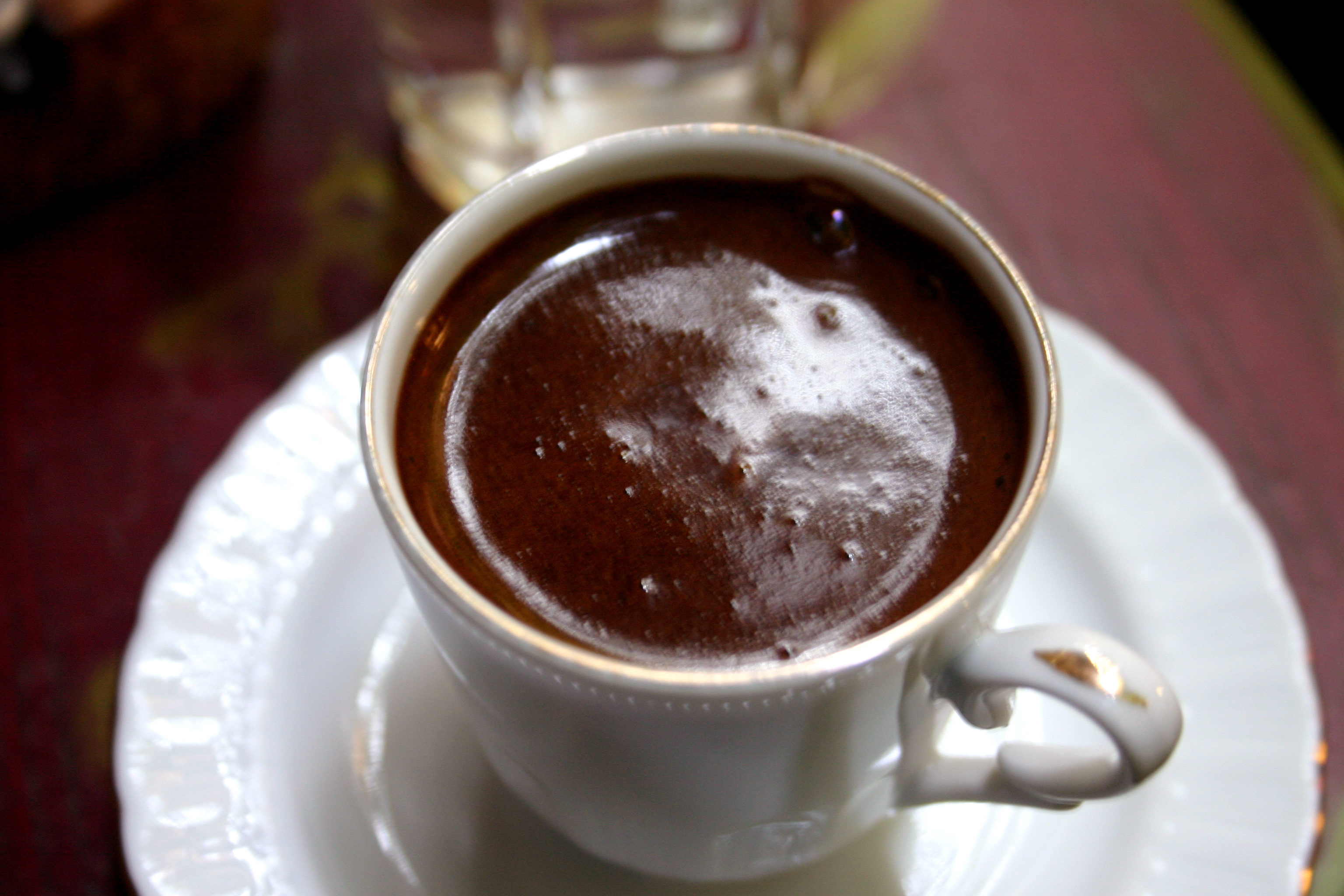
Кофе по-турецки

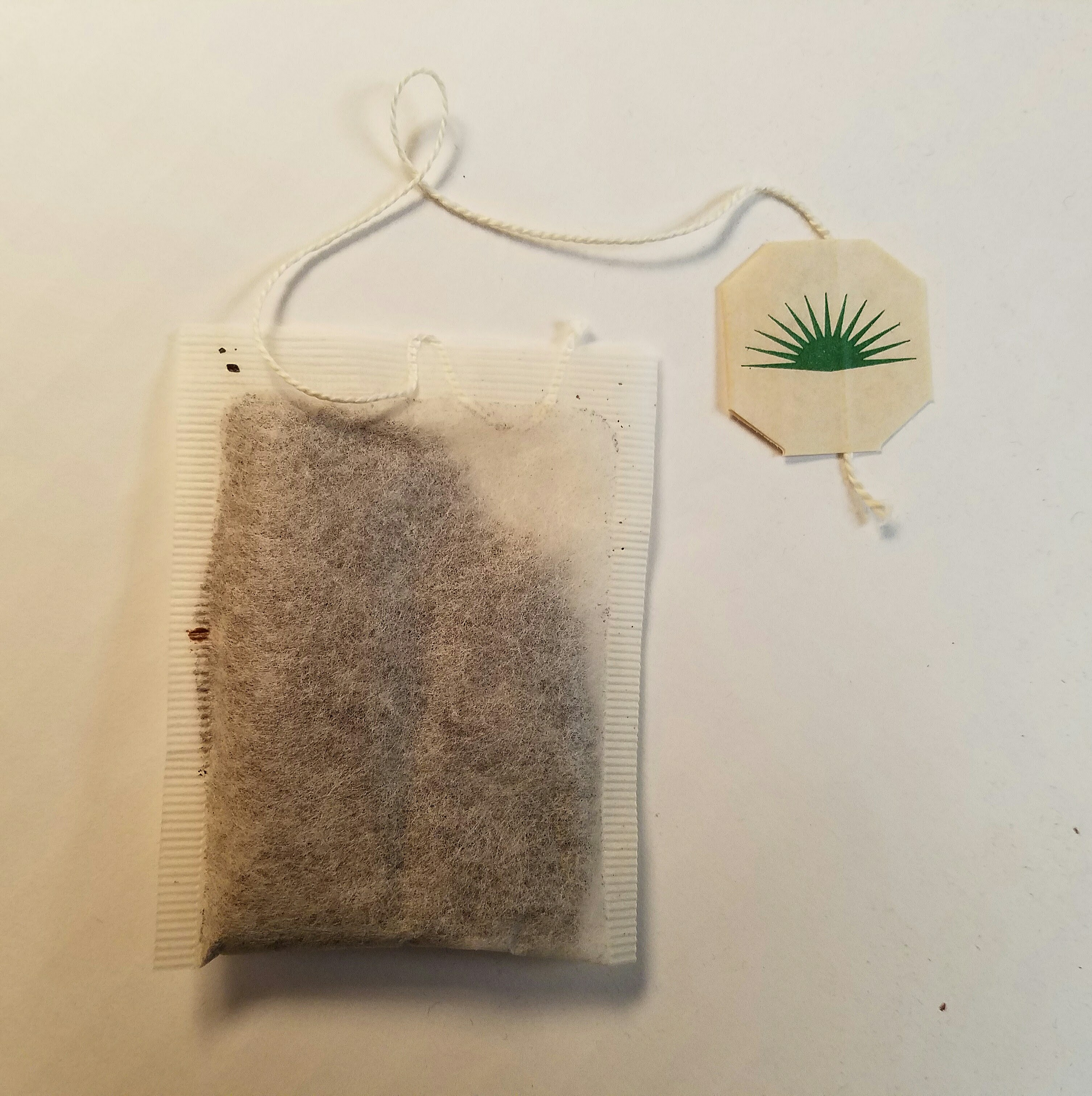
Молотый кофе в пакетике для заваривания в чашках по принципу чая в пакетиках

- Турка (джезва) — посуда в виде ковшика для варки кофе, в том числе кофе по-турецки (по-восточному). Для этого способа используют самый мелкий помол кофейных зёрен.
- Френч-пресс — приспособление в виде цилиндрического сосуда (колбы) с поршнем-фильтром. Молотый кофе засыпают в колбу, заливают горячей водой и настаивают 3—5 минут, после чего поршень френч-пресса опускают и готовый напиток разливают по чашкам.
- Фильтр-кофе готовят с использованием различных видов фильтров. Молотый кофе насыпают на фильтр и заливают горячей водой. Вода под действием силы тяжести просачивается через кофейный порошок и готовый напиток стекает в находящийся под фильтром сосуд. Для автоматизации процесса приготовления фильтр-кофе используют капельную кофеварку.
- Гейзерная кофеварка — приспособление, в которое наливают воду, в специальное отделение насыпают кофе и устанавливают на нагревательную поверхность (плиту). Напиток получается путём прохождения поднимающейся под давлением пара воды через отделение с молотым кофе.
- Капсульная кофеварка
- Кофе эспрессо готовят в эспрессо-машине. Кофе насыпают в портафильтр, уплотняют темпером и устанавливают в группу кофеварки. Вода под давлением 8—10 бар просачивается через кофейный порошок и напиток стекает в чашку. Такой способ приготовления распространён на предприятиях общественного питания (кафе и др.).

### Кофе с молоком
Существует множество рецептов приготовления кофе с добавлением молока.

### Органолептические показатели
Приготовленный кофе имеет три органолептических составляющих: тело, вкус и аромат. Тело или насыщенность напитка зависит от свойств кофейных зерен, степени обжарки и помола, а также способа приготовления. Наиболее насыщенными являются сорта кофейных зерен, произрастающие в странах Южной Америки, тёмной обжарки и среднего или мелкого помола. Вкусовые качества и аромат приготовленного кофе также зависят от упомянутых составляющих, но в большей степени проявляются через особенности приготовления кофе. Эспрессо в большей степени помогает проявить кислинку, мокка (или кофе, приготовленный в неаполитанской кофеварке) может давать шоколадный оттенок.

## Влияние на здоровье
С изучением влияния кофе на продолжительность жизни человека связан известный эксперимент шведского короля Густава III, проведённый, как считается, в начале XVIII века. Двум приговорённым к смерти близнецам казнь была заменена на пожизненное заключение с условием, что один брат должен каждый день выпивать три кружки кофе, а второй — столько же чая. Утверждается, что оба испытуемых умерли в глубокой старости.
Многие положительные эффекты кофе связаны с содержащимися в нём антиоксидантами. Согласно исследованию, проведённому в США в 2005 году, большая часть физиологических антиоксидантов, поступающих в организм ежедневно с пищей, поступает из кофе. Это, однако, связано не столько с тем, что кофе содержит исключительно большое количество антиоксидантов, сколько с тем, что американцы едят слишком мало фруктов и овощей, но потребляют всё больше кофе.
Зелёный кофе содержит особенно большое количество антиоксидантных веществ. Исследование немецких учёных показывает, что эти антиоксиданты защищают клетки: исследователи обнаружили, что ежедневное употребление трёх-четырёх чашек смеси зелёного и обжаренного кофе снижает окислительное повреждение ДНК на 40 %, таким образом улучшая защиту клеток. Учёные подозревают, что этот эффект объясняет многочисленные положительные эффекты кофе на здоровье.
В 2016 году был проведён сравнительный обзор, посвящённый влиянию кофе на здоровье, согласно которому польза (или влияние без вреда или пользы — null effects) очевидно перевешивает вред, который приносит кофе. Приводятся сведения, что умеренное употребление кофе снижает общую смертность.
На конец 2018 года опубликованы медицинские статистические исследования, в которых показано положительное действие умеренного количества кофе на многие системы человеческого организма — мозг, мышцы, внутренние органы. Полезные свойства кофе связаны как с кофеином, так и с другими веществами, в частности с полифенолами. Относительно больший эффект обнаружен у кофе тёмной обжарки. Другие исследования показали, что тёмная обжарка кофе приводит к уменьшению количества полезных фенольных соединений более чем в два раза, а также снижает антиоксидантные свойства напитка.

### Сердечно-сосудистая система
Умеренное потребление кофе не является фактором риска развития ишемической болезни сердца. Большинство исследований не показало связи коронарной болезни сердца с употреблением кофе. Метаанализ 2012 года пришёл к выводу, что люди, которые пили умеренное количество кофе, имели более низкий уровень сердечной недостаточности, при этом наибольший эффект был обнаружен у тех, кто пил более четырёх чашек в день. Метаанализ 2014 года пришёл к выводу, что сердечно-сосудистые заболевания, такие как ишемическая болезнь сердца и инсульт, менее вероятны при употреблении от трёх до пяти чашек кофе без кофеина в день, но более вероятны при более чем пяти чашках в день. Метаанализ 2016 года показал, что потребление кофе было связано со снижением риска смерти у пациентов, перенёсших инфаркт миокарда.
Влияние отсутствия или умеренного ежедневного потребления кофе на риск развития гипертонии оценивалось в нескольких обзорах в ХХI веке. Обзор 2019 года показал, что употребление от одной до двух чашек в день не влияет на риск гипертонии, тогда как употребление трёх или более чашек в день снижает риск, что согласуется с анализом 2017 года, который показал снижение риска гипертонии на 9 % при длительном приёме. Другой обзор, проведённый в 2018 году, показал, что риск гипертонии снижался на 2 % при увеличении потребления кофе на одну чашку в день до 8 чашек по сравнению с людьми, которые не употребляли кофе вообще. Напротив, обзор 2011 года показал, что употребление от одной до трёх чашек кофе в день может немного увеличить риск развития гипертонии.
В Руководстве Европейского общества кардиологов по профилактике сердечно-сосудистых заболеваний в клинической практике от 2021 года говорится: «Нефильтрованный кофе содержит кафестол и кахвеол, повышающие уровень холестерина ЛПНП, и может быть связан с повышением риска смертности от ССЗ на 25 % при употреблении 9 и более чашек в день. К нефильтрованному кофе относятся варёный, греческий и турецкий кофе, а также некоторые сорта эспрессо. Умеренное потребление кофе (3-4 чашки в день), вероятно, не вредно, а возможно, даже умеренно полезно».
Систематическое употребление кофе способно увеличить чувствительность к инсулину и снизить риск развития сахарного диабета 2 типа.

### Нервная система
Кофе влияет на функционирование центральной нервной системы, причём можно чётко разделить острую и хроническую фазу действия. Кофе кратковременно улучшает внимание и способность концентрироваться, особенно когда человек утомлён. Одна чашка кофе улучшает внимание, производительность труда, память и настроение.
Пуриновые алкалоиды (кофеин, теобромин и теофиллин) при систематическом употреблении их на уровне 1000 мг в день вызывают у человека постоянную потребность в них, напоминающую алкогольную зависимость. В кофе содержание кофеина составляет до 1500 мг/л. Кофеин эффективен при головных болях мигренозного характера, усиливает влияние некоторых болеутоляющих средств (в частности аспирина и парацетамола), способен снизить риск развития болезней Паркинсона и Альцгеймера.
В 2018 году опубликована статья, подтверждающая связь употребления кофе со снижением вероятности развития нейродегенеративных заболеваний и объясняющая механизм этого: фенилинданы, которые возникают в результате процесса обжига кофейных зёрен, предотвращают появление белков, обуславливающих патогенез болезней Альцгеймера и Паркинсона. При этом кофе тёмной обжарки содержит больше фенилинданов и является более сильным нейропротектором по сравнению с кофе средней и слабой обжарки.

### Пищеварительная система
Обзор 1999 года показал, что кофе не вызывает расстройства желудка, но может способствовать желудочно-кишечному рефлюксу. Употребление кофе приводит к повышенному выбросу желудочного сока и гормона гастрина. Поэтому наиболее часто сообщаемым эффектом от приёма кофе является изжога. В зависимости от степени и продолжительности рефлюкса возможно также развитие рефлюкс-эзофагита. В любом случае кофе с кофеином стимулирует выработку желудочного сока и сокращение желчного пузыря. Исследовательская группа из членов Института физиологии питания и физиологической химии химического факультета Венского университета и Немецкого института исследований питания в Потсдаме-Ребрюкке занималась выработкой желудочной кислоты при употреблении кофе. Они обнаружили, что уровень выработки желудочной кислоты регулируется горечью кофе. Рецепторы горьких веществ находятся в различных местах пищеварительного тракта, например в желудке и ротовой полости. Рецепторы в ротовой полости вызывают горький вкус. Если активируются только рецепторы в желудке, это приводит к усилению выработки желудочной кислоты. С другой стороны, активация рецепторов в ротовой полости приводит к снижению выработки желудочного сока.
Два обзора клинических исследований на людях, выздоравливающих после абдоминальных, колоректальных и гинекологических операций, показали, что употребление кофе безопасно и эффективно для улучшения послеоперационной функции желудочно-кишечного тракта. Другие исследования показали, что кофе значительно снижает риск развития цирроза печени и немного снижает частоту запоров.

### Мочевыделительная система
В СМИ, а также некоторыми врачами часто утверждается, что кофе выводит воду из организма и поэтому не должен считаться частью потребления жидкости. Однако это утверждение не имеет научного обоснования. Согласно современным исследованиям, кофеин из кофе обладает незначительным мочегонным эффектом, который компенсируется жидкостью в самом напитке. В целом кофеиносодержащие напитки показывают аналогичный уровень гидратации, как и обычная вода.

### Опорно-двигательная система
Как любой напиток, содержащий воду, кофе слегка увеличивает потери кальция, который выводится через мочу. Однако расчёты показывают, что такие потери минимальны. В целом умеренное потребление кофе никак не влияет на содержание кальция в организме и плотность костей. Систематический обзор потенциальных побочных эффектов кофеина показал, что употребление до 400 мг кофеина в день (примерно 3-4 чашки кофе) не приводит к каким-либо последствиям для состояния костей.
Кофе улучшает результаты занятий аэробными видами физкультуры (велосипед, бег).

### Эндокринная система
Кофеин стимулирует выработку адреналина надпочечниками. Под воздействием адреналина растет артериальное давление и частота пульса. Независимо от того, является ли выработка адреналина результатом стресса либо следствием потребления кофе, кофеин посредством гормонов стресса и в совокупности с реакцией нервной системы приводит к повышенному выделению инсулина, что в свою очередь, оказывает воздействие на уровень сахара в крови. Кроме того, неумеренное потребление кофе (кофеина) может приводить к излишней выработке кортизола (гормон стресса).

### Сон
Согласно статье в журнале Sleep, для того, чтобы в полной мере использовать стимулирующий и способствующий концентрации эффект кофе, имеет смысл делать много маленьких глотков кофе в течение дня вместо целой чашки кофе утром. Таким образом, кофеин оказывает гораздо более эффективное воздействие на центры сна в головном мозге. Стратегия равномерного распределения потребления кофе в течение более длительного периода времени особенно полезна для людей, работающих по ночам: им легче бодрствовать, сохраняя при этом способность концентрироваться. Употребление кофе днём и вечером может повлиять на качество сна.

### Онкологические заболевания
Международное агентство по изучению рака (МАИР) c июня 2016 года не считает кофе потенциальным канцерогеном и поэтому исключило его из списка вызывающих рак веществ.
Исследования влияния потребления кофе на риск развития рака в целом показали либо отсутствие эффекта, либо снижение развития риска некоторых видов рака, особенно рака печени. Литература, касающаяся рака простаты и употребления кофе, не позволяет сделать выводы о риске или пользе, связанных с употреблением кофе. Тем не менее специалисты Tongji University Hospital, проанализировав 13 релевантных исследований, пришли к выводу, что две дополнительные чашки кофе в день снижают риск возникновения рака простаты на 2,5 %.
В 2020 году был опубликован большой метаанализ 28 предыдущих метаанализов связи между раком и потреблением кофе. Было рассмотрено 28 научных статей, в каждой из которых было рассмотрено несколько научных публикаций по теме. Авторы обнаружили, что у умеренно пьющих кофе риск развития рака печени или рака слизистой оболочки матки был ниже, чем у тех, кто не пьёт кофе. Метаанализ выявил и другие возможные положительные эффекты для самих любителей кофе. Например, у пьющих кофе на постоянной основе более низкий риск развития злокачественной меланомы, карциномы полости рта или рака горла, чем у тех, кто не пьёт кофе. Риск рака мочевого пузыря, вероятно, выше среди любителей кофе. Однако для этих типов рака данные всё ещё не определены. Также ещё окончательно не выяснено, «как количество и регулярность потребления, тип кофе и тип приготовления, то есть добавление молока или сахара» влияет на развитие рака. Для неродившегося ребёнка, однако, потребление кофе во время беременности может быть вредно: были обнаружены чёткие доказательства того, что дети женщин, которые пили много кофе во время беременности, имеют повышенный риск развития острого лимфобластного лейкоза.
Как и ряд других продуктов, кофе содержит вещество фуран, которое, как подозревают, способствует развитию рака. Вопрос о том, представляет ли долгосрочный приём небольших количеств фурана, например, из кофе, риск для здоровья человека, ещё недостаточно изучен. Федеральный институт оценки рисков Германии, проанализировав научную литературу, не нашёл доказательств того, что загрязнение фураном продуктов питания вредно для здоровья. Согласно статье в еженедельной газете Die Zeit, после оценки более 1000 исследований 23 экспертами МАИР не было обнаружено «достаточных доказательств риска развития рака» у любителей кофе.
Алюминий является токсичным металлом, оказывающим прооксидантное, мутагенное и цитотоксическое действие на организм человека. Присутствие алюминия в организме, вероятно, вызывает ряд нарушений здоровья у людей, включая рак. Как оказалось, наибольшее количество алюминия содержится в кофе без кофеина. Кроме того, когда кофе без кофеина проходит швейцарский (водный) процесс декофеинизации и упаковывается в капсулы, содержание алюминия в нем значительно увеличивается.

### Беременность
Кофеин может повысить сердцебиение у плода, проникая через плаценту. Также употребление кофе может уменьшить приток крови к плаценте, что может увеличить риск развития анемии. Исследования доказали, что потребление кофеина в большом количестве во время беременности (7 и более чашек за сутки) увеличивает риск преждевременных родов, рождения детей с низкой массой тела, выкидышей и рождения мёртвых детей. Специалисты рекомендуют не употреблять кофе во время беременности.

### Диабет 2-го типа
В систематическом обзоре и метаанализе 28 проспективных обсервационных исследований, в которых приняли участие более миллиона участников, каждая дополнительная чашка кофе с кофеином и кофе без кофеина, потребляемая в день, была связана с 9 % и 6 % снижением риска развития диабета 2-го типа соответственно.

### Взаимодействие с лекарствами
Кофеин может взаимодействовать с принимаемыми одновременно лекарствами, поэтому отнюдь не всякое лекарство можно запивать кофе. В частности, кофеин может изменять всасывание эрготамина; взаимодействие кофеина с оральными контрацептивами порой приводит к слабовыраженным психическим расстройствам. При смешивании с кофе нейролептиков (галоперидола, аминазина) замедляется их всасывание. Кофе приводит к быстрому выведению из организма ампициллина и других веществ, выделяемых с мочой путём фильтрации; повышает концентрацию теофиллина в крови, замедляет его катаболизм в печени. Кофеин усиливает анальгетический эффект ацетилсалициловой кислоты и парацетамола:150.

## Химический состав
В начале XX века немецкий химик Эрдманн выделил из зёрен кофе масло, придающее кофе его аромат, которое он назвал «кафеоль». Эрдманну удалось выделить порядка десяти компонентов кафеоля.
В 1967 году американские учёные Ф. Готши и М. Уинтергод с помощью молекулярной дистилляции, спектрофотометрии и газовой хроматографии выделили более 220 компонентов.
В кофе содержится более 1000 химических соединений, а их молекулярные и физиологические эффекты являются областями активных исследований в области пищевой химии.
Существует большое количество способов обнаружения химических соединений в кофе. Взаимодействия между химическими соединениями являются частой областью таксономии, как и основные категории органической химии (белки, углеводы, липиды и т. д.). Среди соединений, придающих кофе аромат и вкус, было обнаружено порядка 300 химических веществ, содержащихся в зелёном кофе, и более 850 веществ, содержащихся в кофе после обжарки.
Химическая сложность кофе обусловлена большим количеством перекрёстных реакций, возникающих в разных условиях. Кроме того, кофе содержит значительное количество антиоксидантов, таких как хлорогеновые кислоты, гидроксикоричные кислоты, кофеин и продукты реакции Майяра, например, меланоидины. Химические группы, такие как алкалоиды и кофеилхиновые кислоты, являются распространёнными инсектицидами; их влияние на качество и вкус кофе изучалось в большинстве исследований.
В некоторых случаях физиологические эффекты кофе крайне хорошо задокументированы (например, стимулирующее действие кофеина). Интернет-заявления об отдельных химических веществах или комплексных синергиях, таких как предотвращение кариеса (спекулятивный, но недоказанный эффект алкалоида тригонеллина, выявленный в исследованиях с прикреплёнными бактерий in vitro, при этом с отсутствием исследований in vivo о каких-либо последствиях для здоровья), предотвращение образования камней в почках и т. д. часто не имеют строгих научных обоснований.
Средние значения количества компонентов кофе Арабика в пересчёте на сухое вещество приведены в следующей таблице:
| Вещества                            | Зелёный кофе (в %) | Обжаренный кофе (в %) |
| ----------------------------------- | ------------------ | --------------------- |
| Сахароза                            | 8,0                | 0                     |
| Полисахариды                        | 46,0               | 35,0                  |
| Лигнин                              | 3,0                | 3,0                   |
| Жиры                                | 16,0               | 17,0                  |
| Белки                               | 11,0               | 7,5                   |
| Хлорогеновая кислота                | 6,5                | 2,5                   |
| Кофеин                              | 1,2                | 1,3                   |
| Тригонеллин                         | 1,0                | 1,0                   |
| Зола                                | 4,2                | 4,5                   |
| Продукты карамелизации, конденсации | -                  | 28,5                  |

## Специализированное кафе
Кофейня — специализированное кафе, где посетителям в первую очередь предлагают свежеприготовленный кофе, а также сопутствующие продукты; обычно — разнообразные виды сладкой выпечки, торты и пирожные. Классические кофейни не предлагают полноценный стол для обеда или ужина и иногда ограничиваются предложением лёгких закусок в виде бутербродов и им подобного. Кофейни традиционно служат местом дружеских встреч и приятного общения или возможности быстро и легко позавтракать или просто перекусить.

## Любители кофе
В путеводителе «Главные литературные кофейни Европы» (англ. The Grand Literary Cafés of Europe) Ноэль Райли Фитч приводит ряд известных поклонников кофе. В книге она сообщает, что Вольтер выпивал по 50 чашек кофе в день и дожил до весьма почтенного возраста — 83 года. Горячим поклонником кофе был Людвиг ван Бетховен, который всегда варил его из 60 зёрен.

## Фальсификация кофе
Фальсификации подвергаются все виды кофе - кофе в зёрнах, молотый кофе и растворимый. Дорогостоящие сорта кофе заменяют более дешёвыми и низкосортными, либо другими продуктами. К молотому кофе может быть примешан цикорий, порошок из желудей, каштанов, жжёной ржи, жжёного ячменя, солода, бобов, гороха, моркови, свеклы, апельсиновых зёрен, жареных финиковых косточек, инжира, жжёного сахара, оболочек кофейных зёрен и т.д. Фальсификаторы добавляют в свою продукцию искусственный кофеин, полученный методом химического синтеза, а в натуральном кофе кофеин органически связан с другими веществами. Поддельный кофе может иметь «пустой» вкус, отдавать кислотой или горечью (как и настоящий). Такой напиток может оказаться безвкусным и вредным для здоровья.

### Подделка зёрен арабики
По данным International Coffee Organization, зёрна арабики обычно продаются значительно дороже по сравнению с зёрнами робусты. Разница в цене даёт недобросовестным торговцам возможность получить экономическую выгоду, частично или полностью заменив зёрна арабики робустой. В недавнем научном исследовании в Великобритании из 60 различных образцов расфасованных зёрен, помеченных как 100-процентная арабика, в 8 была обнаружена 1-процентная примесь робусты, в 6 её доля была более 10 %, а в одном из образцов — 33 % робусты.